# Zone de droits d'usage collectif
Les Amérindiens de Guyane et, dans une moindre mesure, les Bushinengue, bénéficient d'adaptations du droit foncier français. Il s'agit des Zones de Droit d'Usage Collectif (ZDUC), des concessions collectives et des cessions collectives. En 2014, elles étaient au nombre de 27 (15, 9 et 3) et étaient toutes utilisées de façon active, dont trois par les Bushinenge. Leur superficie s'étend d'une dizaine de milliers à plusieurs centaines de milliers d'hectare. Elles autorisent les bénéficiaires à exercer leurs activités de subsistance traditionnelles telles que la chasse, la pêche et la cueillette, sur les lieux. Plus encore, elles permettent la création de zones de vie autour de villages et d'abattis ainsi que favorisent la transmission des savoirs. Elles font l'objet d'une gestion coutumière et/ou associative, en concertation possible avec l'Office national des forêts (ONF).

## Histoire
Dans les années 1980, l'accès à la terre devient une question centrale pour les populations autochtones. Un premier rapport intitulé « Rapport sur la situation des Indiens Palikur du bas Oyapock » est publié en 1978 par les anthropologues Simone Dreyfus-Gamelon et Pierre et Françoise Grenand à destination du Préfet de Guyane. Ils y décrivent la précarité et l'insalubrité des villages, la problématique de la déforestation de zones de vie où sont exercées des activités de subsistance et l'accès de plus en plus compliqué aux lieux de chasses et de culture. En mai 1981, le Préfet de Guyane reçoit une note émanant cette fois de Paul Dijoud, Secrétaire d’État auprès du Ministre de l’Intérieur (départements et territoires d’outre-mer), concernant les minorités ethniques de Guyane. Parmi les problématiques identifiées apparaît celle de la maîtrise foncière. Trois ans plus tard, le 9 décembre 1984, Félix Tiouka, personnalité Kali'na alors président de l'Association des Amérindiens de Guyane (AAGF), prononce son « Adresse au gouvernement et au peuple français » durant laquelle il met en lumière les humiliations vécues par les peuples autochtones et leurs attentes, notamment au sujet de l'accès à la terre.
Le principe des Zones de Droit d'Usage Collectif (ZDUC), des concessions collectives et des cessions collectives est mis en place le 14 avril 1987 à la suite de la signature du décret 87-267, « au profit des communautés d’habitants tirant traditionnellement leurs moyens de subsistance de la forêt ».

## Perspectives
Par ailleurs, l'Accord de Guyane du 21 avril 2017, paru au Journal officiel du 2 mai 2017, encadre l'attribution de 400 000 hectares aux populations autochtones,.